# Чугуевский, Василий Сергеевич
Васи́лий Серге́евич Чугуе́вский (20 апреля 1940, г. Кисловодск, Ставропольский край, РСФСР — 16 сентября 2002, г. Ижевск, Удмуртия, Россия) — советский и российский промышленник, генеральный директор Ижевского механического завода (1980—2002).

## Биография
В 1957 году окончил среднюю школу в городе Кисловодск.
После окончания в 1962 году машиностроительного факультета Ижевского механического института по специальности «инженер-механик» был направлен на Ижевский механический завод.
На заводе прошёл все ступени инженерного роста: сменный мастер в цехе подготовительного производства № 45, инженер-технолог, заместитель и начальник цеха ракетных двигателей, начальник производства, с 1974 года — главный инженер. В декабре 1980 года в возрасте 40 лет был назначен генеральным директором предприятия. Он стал самым молодым руководителем этого ранга во всём министерстве. Численность коллектива завода в начале 1980-х годов составляла около 25 тысяч человек. Под руководством Чугуевского в 1980-е годы производственные мощности предприятия выросли более чем в 2 раза.
Благодаря усилиям Василия Сергеевича были фактически вновь созданы многие виды производств, а также многократно расширены существующие, построены больницы, спорткомплексы, жилые дома, школы, детские сады, и прочие объекты социальных нужд.
Вице-президент Союза российских оружейников, председатель промышленно-экономической ассоциации «Развитие», советник Президента Удмуртской Республики по вопросам промышленности.
Проработал на заводе более сорока лет.
Скончался скоропостижно в результате перенесённого инсульта. Попрощаться с Василием Сергеевичем пришли десятки тысяч людей — жители города, представители промышленных предприятий, организаций, общественности, зарубежных компаний-партнёров — из США, Кипра, Казахстана, Украины, многих городов России. Похоронен в Ижевске,  на Хохряковском кладбище, участок почетных захоронений.
В 2003 году, в память о Василии Чугуевском, в Ижевске его именем названа улица.
5 декабря 2022 года на улице Красноармейской в Ижевске была установлена мемориальная доска Василию Чугуевскому на фасаде дома, в котором он проживал.